# Brann Stadion
Brann Stadion es un estadio de fútbol ubicado en Bergen, Noruega, fue inaugurado en el año de 1919 con ampliaciones en 1930, 1960 y 1997, tiene una capacidad para albergar a 18 500 aficionados cómodamente sentados, su equipo local es el SK Brann de la Tippeligaen noruega.